# Ivan Prenđa
Ivan Prenđa (31 de diciembre de 1939 en Gornji Zemunik – 25 de enero de 2010 en Zagreb) fue un arzobispo, de la Iglesia católica, de la Archidiócesis de Zadar en Croacia.
Fue ordenado como sacerdote el 29 de junio de 1964, por la Archidiócesis de Zadar, Prenđa fue nombrado arzobispo coadjutor de la archidiócesis el 29 de marzo de 1990 y fue ordenado en ese oficio el 9 de junio de 1990. El arzobispo Prenđa se convirtió en el arzobispo de Zadar el 6 de febrero de 1996.